# Mörttjärnen (Särna socken, Dalarna, 682598-134833)
Mörttjärnen är en sjö i Älvdalens kommun i Dalarna och ingår i Dalälvens huvudavrinningsområde.